# 默尔纳克
默尔纳克（法語：Mœrnach，法語發音：[mœʁnak] ⓘ）是法国上莱茵省的一个市镇，属于阿尔特基什区。

## 地理
默尔纳克（47°30'13"N, 7°15'19"E）面积6.79 平方千米，位于法国大東部大區上莱茵省，该省份为法国东部内陆省份，是阿尔萨斯的一部分，今与下莱茵省组成了阿尔萨斯欧洲集体，其北临下莱茵省，西接孚日省，西南接贝尔福地区省，东侧沿莱茵河与德国相望，南与瑞士接壤。
与默尔纳克接壤的市镇（或旧市镇、城区）包括：莫斯拉尔格、比塞勒、费尔德巴克、本多夫、克斯特拉赫、迪林斯多夫。
默尔纳克的时区为UTC+01:00、UTC+02:00（夏令时）。

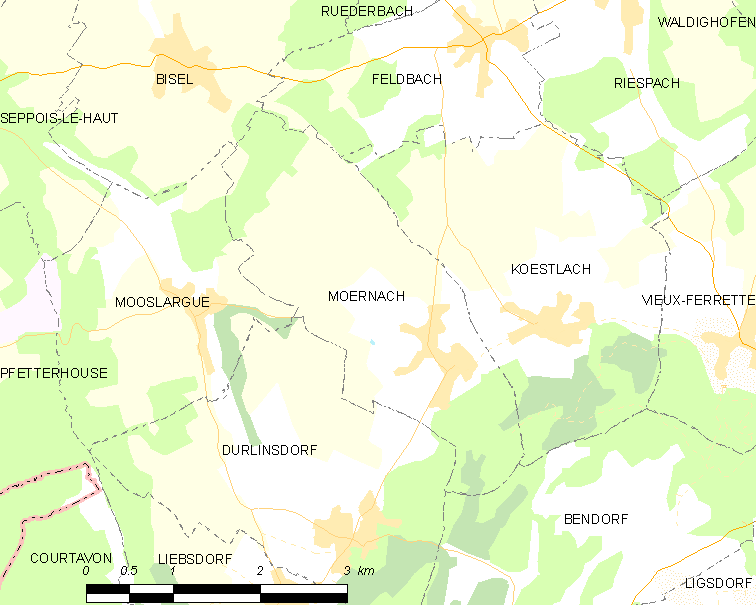
默尔纳克的OSM定位图

## 行政
默尔纳克的邮政编码为68480，INSEE市镇编码为68212。

## 政治
默尔纳克所属的省级选区为阿尔特基什县。

## 人口

1962-2008年间默尔纳克人口变化图示

默尔纳克于2022年1月1日时的人口数量为517人。